# Cazia
Genre
Cazia est un genre de champignons ascomycètes de la famille des Pezizaceae. Ces champignons poussent sous les chênes aux États-Unis, notamment dans l'Oregon.